# Arialdo Giobbi
Arialdo Giobbi (Bodio, 1º ottobre 1923 – Varese, 21 gennaio 2018) è stato un cestista svizzero naturalizzato italiano.

## Carriera
Nasce in Svizzera da padre elvetico e madre italiana, originaria di Varese. Alla morte del padre si trasferisce con la famiglia nella città giardino.
In Serie A ha vestito la maglia di Varese, con cui ha giocato dall'anno della fondazione, il 1945, fino al 1951. Fratello di Valerio Giobbi ha giocato con lui nei primi anni della storia della squadra varesina.